# Museu Photographia Vicentes

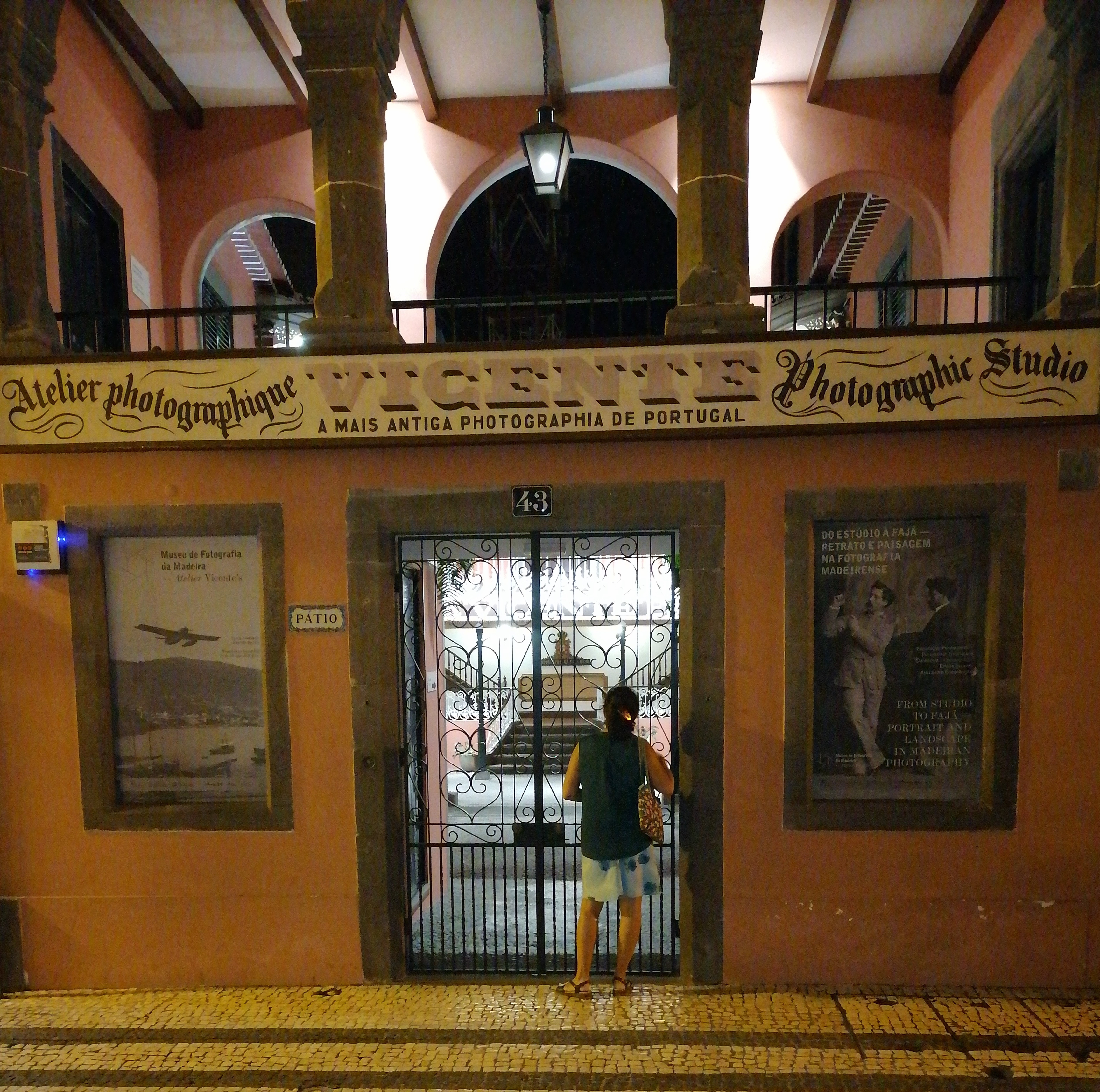
Außenansicht des Museums für Fotografie von Madeira.

Das Museu Photographia Vicentes (Foto-Museum Vicentes) ist ein Museum in Funchal auf Madeira. Betrieben wird das Museum von der Autonomen Region Madeira.
Das im ehemaligen Fotoatelier von Vicente Gomes da Silva im Zentrum von Funchal untergebrachte Museum zeigt auf einer Fläche von etwa 200 m² die Geschichte der Fotografie seit ihrer Erfindung anhand von zahlreichen Original-Fotoapparaten, die zum Teil von der Familie Vicente und zum anderen Teil von Herstellern, wie Carl Zeiss oder Kodak stammen. Daneben gibt es auch zahlreiche Apparaturen, die zur Entwicklung der Fotos und der Weiterverarbeitung, wie Zuschneiden und dem Herstellen von Alben notwendig waren.
Neben der eigentlichen Geschichte der Fotografie zeigt das Museum aber auch anhand von Originalfotos die Geschichte Funchals. So existieren etwa 800.000 Negative, die zwischen 1870 und 1978 datieren. Unter den ausgestellten Fotos befinden sich auch zahlreiche, die prominente Gäste auf Madeira zeigen, wie die österreichische Kaiserin Sisi.

## Familie Vicente Gomes da Silva und die Entstehung des Museums
Der Gründer Vicente Gomes da Silva (1827–1906) begann im Jahr 1846 als Graveur im Kirchenviertel. Im Jahr 1865 richtete sich Vicente in der Rua da Carreira, dem heutigen Standort, das erste Fotoatelier Portugals ein. Das Atelier, das er 1886 und 1887 mit seinem Sohn vergrößerte, ist bis heute im ursprünglichen Zustand erhalten.
Der Gründer wurde einer der bekanntesten Fotografen in Madeira und zählte zahlreiche prominente Persönlichkeiten zu seinen Kunden. So erhielt er bereits 1860 den Titel “Photographe de Sa Majesté L’Imperatrice d’Austriche”, als er Kaiserin Elisabeth von Österreich fotografieren durfte. Später wurde er auch Fotograf der königlichen portugiesischen Familie mit Carlos I. und seiner Frau Amélie.
Das Atelier wurde über vier Generationen der Familie Vicentes geführt. Im Jahr 1982 wurde das Museum mit dem Inventar des Ateliers gegründet und wurde in den Folgejahren mit Exponaten anderer Ateliers und madeirischer Amateurfotografen ergänzt. Es dokumentiert die Geschichte der Insel in zahlreichen Fotos, die in Originalabzügen gezeigt werden.
Nach Überarbeitung der Sammlung wurde das Museum im Jahr 2001 neu eröffnet.
Das in dem ehemaligen Fotoatelier in der Rua Carreira 43 befindliche Museum wurde am 5. Mai 2014 geschlossen. Seit dem 29. Juli 2019 ist es nach Restaurierungsarbeiten  wieder geöffnet.